# Imanol Rojo
Imanol Rojo García (Tolosa, 30 de noviembre de 1990) es un esquiador de fondo español que ha participado en tres Juegos Olímpicos de Invierno, en  Sochi 2014, Pyeongchang 2018 y Beijing 2022.

## Trayectoria
Comenzó a esquiar a los 5 años junto a su hermano mayor. A los 11 años ya competía con el Alpino Uzturre Elkartea y a los 15 años entró en el equipo nacional de esquí de fondo. En 2014 se convirtió en campeón de España de 15 km en modalidad clásica y libre. El título libre lo revalidó al año siguiente en Linza y en 2016 en Candanchú. En 2017 se adjudicó el título nacional en Beret de 10 km en modalidad libre, y también el título austriaco en esquiatlón.
A nivel internacional participó en 2009 y 2010 en el campeonato del Mundo Júnior, mientras que en 2011 y 2013 lo hizo en el campeonato del Mundo sub-23, consiguiendo como mejor puesto un 31.º en 2013 en la modalidad de esquiatlón. En 2014 participó en cuatro pruebas en los Juegos Olímpicos de Invierno, obteniendo su mejor puesto en los 50 km modalidad libre. En 2018 abrió la presencia española en los Juegos Olímpicos con un 49.º puesto obtenido en esquiatlón.
Su primera aparición en la Copa del Mundo fue en 2012 en Gaellivare, donde participó en dos pruebas, siendo 23.º en la modalidad de relevos. Su mejor puesto en la Copa del Mundo ha sido un 22.º en la modalidad por equipos en 2018, en Dresde, e individualmente un 41.º a finales de 2017 en Toblach en la modalidad de 15 km estilo libre. También ha participado en el Campeonato Mundial de Esquí Nórdico de 2013 en Val di Fiemme en las modalidades de esquiatlón y 15 km. Dos años más tarde, en el Campeonato Mundial de Esquí Nórdico de 2015 celebrado en Falun, participó en tres modalidades, obteniendo como mejor posición un 53.º en esquiatlón. En el Campeonato Mundial de Esquí Nórdico de 2017 volvió a repetir en tres modalidades y repitió como mejor posición el 53.º puesto en esquiatlón.

## Resultados en los Juegos Olímpicos
| Año  | Fecha                 | Lugar                      | Disciplina                                                         | Posición |
| ---- | --------------------- | -------------------------- | ------------------------------------------------------------------ | -------- |
| 2014 | 9 de febrero de 2014  | Sochi, Rusia               | Skiathlon                                                          | 49.º     |
| 2014 | 11 de febrero de 2014 | Sochi, Rusia               | Sprint                                                             | 60.º     |
| 2014 | 14 de febrero de 2014 | Sochi, Rusia               | 15 km                                                              | 50.º     |
| 2014 | 23 de febrero de 2014 | Sochi, Rusia               | Anexo:Esquí de fondo en los Juegos Olímpicos de Sochi 2014 × 50 km | 33.º     |
| 2018 | 11 de febrero de 2018 | Pyeongchang, Corea del Sur | Skiathlon                                                          | 49.º     |
| 2018 | 16 de febrero de 2018 | Pyeongchang, Corea del Sur | 15 km                                                              | 58.º     |
| 2018 | 21 de febrero de 2018 | Pyeongchang, Corea del Sur | Team Sprint                                                        | 17.º     |
| 2018 | 24 de febrero de 2018 | Pyeongchang, Corea del Sur | Anexo:Esquí de fondo en los Juegos Olímpicos de Sochi 2014 × 50 km | 33.º     |
| 2022 | 6 de febrero de 2022  | Beijing, China             | Skiathlon                                                          | 21.º     |
| 2022 | 11 de febrero de 2022 | Beijing, China             | 15 km                                                              | 39.º     |
| 2022 | 19 de febrero de 2022 | Beijing, China             | Anexo:Esquí de fondo en los Juegos Olímpicos de Sochi 2014 × 50 km | 21.º     |

## Mejores resultados en mundiales
| Año  | Fecha                 | Lugar                 | Disciplina                                                         | Posición |
| ---- | --------------------- | --------------------- | ------------------------------------------------------------------ | -------- |
| 2013 | 23 de febrero de 2013 | Val di Fiemme, Italia | Skiathlon                                                          | 66.º     |
| 2015 | 21 de febrero de 2015 | Falun, Suecia         | Skiathlon                                                          | 54.º     |
| 2017 | 25 de febrero de 2017 | Lahti, Finlandia      | Skiathlon                                                          | 51.º     |
| 2019 | 23 de febrero de 2019 | Seefeld, Austria      | Skiathlon                                                          | 39.º     |
| 2021 | 7 de marzo de 2021    | Oberstdorf, Alemania  | Anexo:Esquí de fondo en los Juegos Olímpicos de Sochi 2014 × 50 km | 18.º     |
| 2023 | 1 de marzo de 2023    | Planica, Slovenia     | 15 km                                                              | 40.º     |

## Palmarés

### Juegos Olímpicos
- 3 participaciones (11 pruebas)
- Mejor resultado: 21.º individual y 17.º por parejas.

### Mundiales
- 6 participaciones
- Mejor resultado: 18.º

### Copa del Mundo
- 90 participaciones (individuales)
- Mejor resultado: 18.º
- 4 participaciones en tour de esquí (2019-2023)